# Liste des associations artistiques belges
Cette liste reprend les associations et mouvements artistiques belges, classés par ordre chronologique.

## XIXesiècle
- 1803-???? : Société de peinture, sculpture et architecture de Bruxelles
- 1811-1830 : Société de Bruxelles pour l'encouragement des beaux-arts
- 1852-190? : La Patte de Dindon, jusqu'en 1902 au moins
- 1856-1939 : Société royale belge des aquarellistes
- 1858-???? : L'Effort, atelier libre
- 1861-???? : École de Calmpthout
- 1865-1940 : École de Termonde
- 1868-1876 : Société libre des beaux-arts
- 1869-1876 : Société internationale des aquafortistes (association bruxelloise)
- 1870-1914 : École de Tervueren
- 1875-1881 : La Chrysalide
- 1876-1891 : L'Essor
- 1876-1885 : L'Union des Arts
- 1879-???? : L'Union instrumentale
- 1881-190? : De Distel, jusqu'en 1900 au moins
- 1883-1884 : Cercle des aquarellistes et des aquafortistes belges
- 1883-1893 : Les XX ou Les Vingt ou Groupe des Vingt
- 1883-1952 : Als ik Kan
- 1884-1889 : Les Hydrophiles, initialement et brièvement dénommé Les Aquarellistes belges
- 1886-1914 : Société des Aquafortistes belges
- 1886-1907 : Arte et Labore (association anversoise)
- 1888-1893 : Cercle des femmes peintres
- 1889-1914 : De Scalden
- 1891-1899 : Les XIII ou Cercle des XIII
- 1892-1939 : Pour l'Art
- 1893-192? : Le Sillon, jusqu'en 1926 au moins
- 1894-1914 : La Libre Esthétique
- 1898-1907 : Labeur
- 1899-1914 : Société Nationale des Aquarellistes et Pastellistes de Belgique
- 1899-1906 : De Kapel, cercle artistique et littéraire à Anvers[1]
- 1900-1905 : Eenigen

## XXesiècle
- 1901-1910 : L'Effort, cercle d'art photographique[2]
- 1902-1940 : Le Lierre, cercle regroupant des peintres et des sculpteurs
- 1902-190? : De Distel (Malines), jusqu'en 1907 au minimum
- 1903-1918 : Doe Stil Voort
- 1904-19?? : Vie et Lumière
- 1905-1959 : L'Art Contemporain (Kunst van Heden) à Anvers
- 1906-1914 : L'Estampe
- 1908-1954 : L'Essaim (Mons)[3]
- 1908-1984 : Les Amis de l'Art (La Louvière)[3]
- 1911-???? : Galerie Lyceum
- 1915-???? : Union artistique belge[4]
- 1918-1922 : Cercle des XV
- 1920-???? : L'Art monumental
- 1921-1979 : Cercle artistique et littéraire de Charleroi
- 1926-1938 : Société des xylographes belges
- 1928-1978 : Groupe Nervia
- 1930-1989 : Société belge des peintres de la mer
- 1930 (?) - 1990 (?) : Cercle d'art de Saint-Josse-ten-Noode
- 1932-???? : Cercle artistique d'Auderghem
- 1945-1948 : Jeune Peinture belge : recréée en 1950

## XXIesiècle(liste des associations actives aujourd'hui)
- 1856-… : Société de langue et de littérature wallonnes
- 1895-… : Le Bon Vouloir (Cercle artistique montois)[3]
- 1909-… : Lès Rèlîs Namurwès
- 1911-... : Cercle royal gaulois
- 1927-… : Union des artistes du spectacle[5]
- 1950-… : Jeune Peinture belge (recréation)
- 1953-… : CNAP (Conseil national belge des arts plastiques)
- 1991-… : ATPS (Association de Techniciens Professionnels du Spectacle)[6]
- 1999-… :  la RAC (Fédération professionnelle du secteur chorégraphique de la Wallonie et de Bruxelles »)[7]
- …-… : le FACIR (Fédération des Auteurs Compositeurs et Interprètes Réunis)[8]
- …-… : Hors champs (association des métiers du cinéma et de l'audiovisuel)[9]
- …-… : ABDIL (Auteurs de la Bande dessinée et de l'illustration)
- APROA-BRK : (Association professionnelle de conservateurs-restaurateurs d'œuvres d'art)
- ARPI : (Association des réalisateurs-producteurs indépendants)
- BIMA : (Belgian Independent Music Association)
- BWMN : (Belgian World Music Network)
- CIPAR : (Centre interdiocésain du patrimoine et des arts religieux)
- CONT'ACTE : (Fédération des opérateurs culturels de l'art du conte et de l'oralité)
- Court-Circuit : (Pôle Musiques Actuelle)
- EL&C (Espace Livres et Création)
- El Môjo dè Walons : (Maison carolorégienne des traditions)
- FECOTA : (Fédération des compagnies de théâtre d'amateurs)
- 1994-… : FéBéMé : (Fédération belge de musique électroacoustique)[10]
- FLIF : (Fédération des Labels Indépendants Francophones)
- M-COLLECTIF : (Marionnettes, Théâtre d'Objet et arts associés en FWB)
- MUSéACT : (Musiques d'expression actuelle)
- ONH : (Organisation nationale du hip-hop)
- UWA : Union Wallonne des Architectes
- 2015-… : Aires libre (Fédération Professionnelle des Arts Forains, des Arts du Cirque et des Arts de la Rue)[11]